# Grofija
Grofije so bile prvotno ime za upravno območje v Svetem rimskem cesarstvu, ki mu je kot sodnik predsedoval grof ali graf. Zato se pogosto prevaja kot 'okrožje'. Izraz se je ohranil kot ime kraja v nemško govorečih državah, na primer v Nemčiji in Švici.
Po zgodnjem saškem pravnem dokumentu, Sachsenspiegel, ki sega v čas okoli leta 1230, je graf ali grof poseben sodnik (Sonderrichter), ki lahko v imenu kralja predseduje sodnemu svetu v nekaterih primerih v kraljevem imenu oz. kraljevi pooblaščenec, torej kot kraljeva oblast. Vrsta primerov 'pooblastila' izhaja iz narave kraljestva:
Kralj je izbral moža za sodnika nad posestjo in fevdi in nad življenjem vseh oseb— Ssp. Ldr. III/52,2
Iz tega je sledila izključna odgovornost kralja – in s tem grofa – obravnavati očitke in obtožbe zoper plemstvo. Kot del sodišča "pod kraljevo pristojnostjo" je bila porota, sestavljena iz plemstva, Schöffenbarfreien. Površina grofije je bila približno enaka sodobnim podeželskim nemškim okrožjem ali okrajem (Landkreisen). Pri nastanku držav v poznem srednjem veku je igrala pomembno vlogo pridobitev in s tem mediatizacija grofij s strani deželnih knezov. Začetek poznosrednjeveške težnje po velikih ozemeljskih gospostvih v 14. stoletju je bil hkrati konec grofij (Grafschafta) poznega in visokega srednjega veka.
Leta 1521 je bilo v Svetem rimskem cesarstvu 144 cesarskih neposrednih grofij (grafschaftov), tako imenovanih cesarskih grofij ali Reichsgrafschaften.
Več podeželskih Landkreis-ov na Spodnjem Saškem, katerih ozemeljska zgodovina sega v čas Grafschaft-ov, nosi ta naslov v svojih uradnih imenih; po občinskih reformah konec sedemdesetih let 20. stoletja je ime obdržala le dežela Landkreis Grafschaft Bentheim.
Z Grafschaft-i se ne sme zamenjevati Markgrafschaften ("mejne grofije"), Pfalzgrafschaften ("palatinske grofije") ali Landgrafschaften ("deželne grofije"), ki so imele enak status kot vojvodine. Današnji nemški zvezni deželi Brandenburg in Saška sta bili nekoč mejni grofiji; Turingija in Hessen sta bili deželni grofiji.